# ジオスター
ジオスター株式会社（英文社名 GEOSTER Corporation）は、日本製鉄グループのコンクリート製品メーカーである。

## 概要
トンネル用部材をはじめとする、道路や河川・水路・港湾などで使用される土木分野向けのコンクリート製品のメーカーである。建設者も兼ねており、コンクリート製品の設置などの付帯工事も請け負う。
東京証券取引所市場第2部（東証2部）に株式を上場している。親会社は原料鋼材の供給元でもある日本製鉄で、同社が合算対象分含めて約42%の株式を保有しており、同社の連結子会社に分類される。
本社は東京都文京区小石川1丁目にある。製造拠点の工場は、東松山工場（埼玉県東松山市）・茨城工場（茨城県稲敷市）・金谷工場（静岡県島田市）・橋本工場（和歌山県橋本市）・福岡工場（福岡県飯塚市）の5か所がある。

## 沿革
- 1958年（昭和33年）12月 - 日本プレスコンクリート工業株式会社設立。
- 1960年（昭和35年）
  - 3月 - 八幡製鐵（日本製鉄の前身）と八幡化学工業（日鉄ケミカル&マテリアルの前身）が資本参加。
  - 12月 - 金谷工場稼動。
- 1962年（昭和37年）12月 - 橋本工場稼動。
- 1970年（昭和45年）
  - 3月 - 八幡製鐵と熊谷組の折半出資により、プレスコンクリート株式会社設立。
  - 5月 - 経営悪化に伴い、日本プレスコンクリート工業が第2会社・プレスコンクリートに営業を譲渡し解散。プレスコンクリートは日本プレスコンクリート株式会社に社名変更。プレハブ住宅部門は日本プレス建築（現・レスコハウス）に引き継がれた。
  - 8月 - 日本プレスセグメント株式会社（1965年（昭和35年）7月設立、八幡製鐵・熊谷組折半出資）を合併。東松山工場（1965年11月稼動）を設置。
- 1974年（昭和49年）11月 - 福岡工場稼動。
- 1985年（昭和60年）11月 - 千葉工場（初代、千葉県山武郡横芝町所在）稼動。
- 1993年（平成5年）4月 - 栃木工場（栃木県芳賀郡二宮町所在）稼動。
- 1994年（平成6年）6月 - ジオスター株式会社に社名変更。
- 1995年（平成7年）4月 - 東証2部に株式を上場。
- 2003年（平成15年）3月 - 千葉工場（初代）閉鎖。
- 2006年（平成18年）12月 - 栃木工場閉鎖。
- 2011年（平成23年）10月 - 東京エコン建鉄株式会社を吸収合併。千葉工場（2代、千葉県千葉市所在）、茨城工場（茨城県稲敷市所在）、君津事業所（千葉県君津市所在）を継承。新日本製鐵（現・日本製鉄）が親会社となる。
- 2012年（平成24年）3月 - 千葉工場（2代）閉鎖。
- 2016年（平成28年）3月 - レスコハウス株式会社の全株式を株式会社桧家ホールディングスに譲渡。